# Melogale everetti
El tejón turón de Borneo (Melogale everetti) es un mamífero mustélido que habita al norte de la isla de Borneo. El nombre de la especie se puso en honor al administrador colonial y colector zoológico Alfred Hart Everett.

## Distribución y hábitat
Solamente se conoce con certeza en la selva alta del monte Kinabalu y en las regiones cercanas en Sabah, Malasia, pero se sospecha que habita en otros lugares de Borneo, incluyendo Brunéi, Kalimantan (Indonesia) y Sarawak (Malasia). La mayor amenaza para la especie es la pérdida del hábitat a causa de la rápida deforestación en Borneo.